# Château Gruaud-Larose

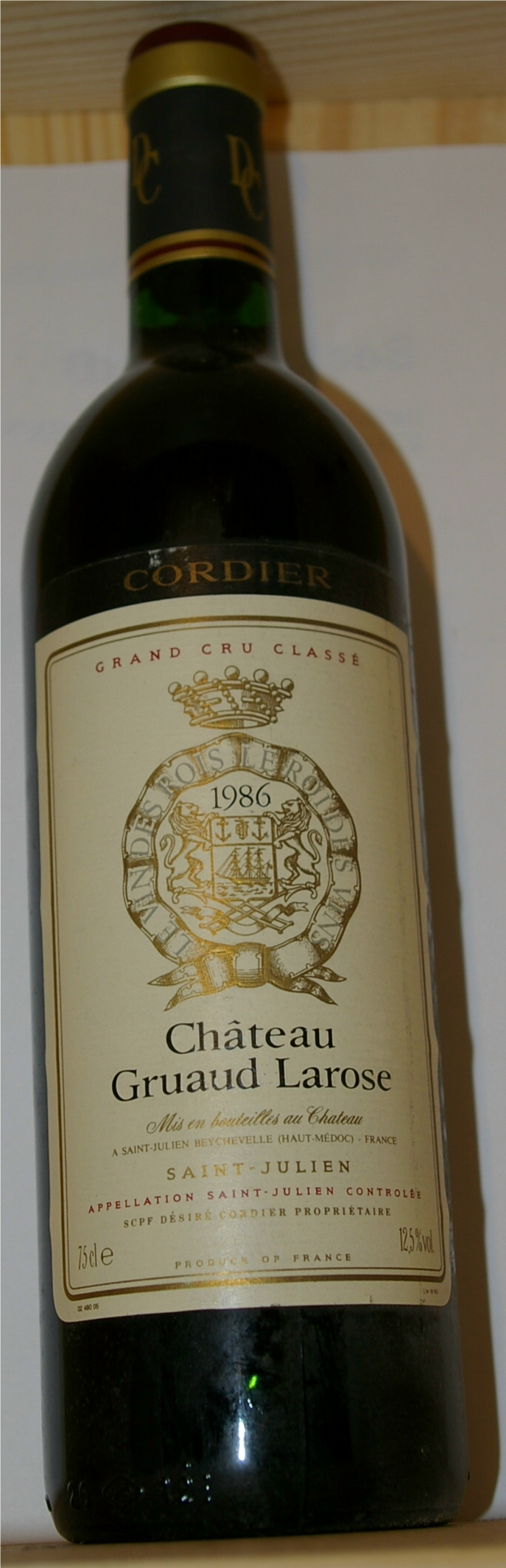
Château Gruaud-Larose 1986

Château Gruaud-Larose is een wijndomein in Bordeaux en een tweede cru uit het classificatiesysteem voor Bordeauxwijn van 1855. Het ligt in het dorp Saint-Julien. Lange tijd was het een van de belangrijkste châteaus van het dorp, alleen overschaduwd door het - oorspronkelijk ongedeelde - Léoville. De wijngaard ligt aan één stuk in het zuidelijke gedeelte van het dorp, vanaf de Gironde landinwaarts, direct na de gemeenschap Beychevelle.
De oppervlakte van de wijngaarden is ongeveer 82 ha met een aanplant van cabernet sauvignon (56%), merlot (31%), cabernet franc (9%), petit verdot (2%) en malbec (2%). De gemiddelde leeftijd van de wijnstokken is 40 jaar. 60% van het sap wordt vergist op cement, 40% op hout. De gemiddelde productie per jaar is 22.000 kisten van 12 flessen.
De wijn is voller, heeft meer tannines en is zowel rijker als gespierder dan een Saint-Julien volgens het boekje. Net na botteling kan de wijn niet alleen wat boers aandoen, maar ook behoorlijk groene tannines tonen. Het onderliggende materiaal kent zowel diepte als concentratie, maar heeft 10 tot 12 jaar nodig om voldoende te rijpen en de aanvankelijke hardheid te verliezen. Gruaud-Larose is een stoere, statige 'grand seigneur'. De wijn heeft intensiteit en diepte van kleur. Een Gruaud-Larose heeft sappig 'bijtvlees'. Het forse aandeel tannine heeft tegenspel van fruit en rondeur, hetgeen deze cru een prima houdbaarheid geeft.
Het eerste deel van de naam komt van een plaatselijke magistraat, de heer Gruaud, die drie lokale domeinen samenvoegde in de jaren 1750. Na zijn dood ging eigendom ervan over naar zijn schoonzoon, een plaatselijke "parlementariër" genaamd Joseph-Sébastien de la Rose. In 1812 werd het domein verkocht aan een consortium; dit werd gevolgd door het opdelen van het domein tussen 1867 en 1935. Désiré Cordier, een plaatselijke négociant (handelaar), bemachtigde de helft van het domein in 1917 en het resterende deel 18 jaar later. Sinds 1985 is Gruaud-Larose door de handen gegaan van verschillende grotere consortia, maar bleef tot voor kort gemaakt en vermarkt worden door het team van Cordier.